# 러브&서울 복숭아마을 도색소동기
《러브&서울 복숭아마을 도색소동기》는 2015년에 개봉한 대한민국, 일본의 영화이다.

## 캐스팅
- 나나우미 나나
- 장대윤 : >47141 역
- 이토 베니
- 황지후
- 한동규
- 조현숙
- 요시오카 무스오
- 나카무라 에이지
- 한명진
- 서기원
- 김태용
- 이현성
- 김기택
- 김종선
- 이헌주
- 김범준
- 김용빈
- 권태진